# سیارک ۲۴۳۸۷
سیارک ۲۴۳۸۷ (به انگلیسی: 24387 Trettel، نامگذاری:2000AB174) بیست و چهار هزار و سیصد و هشتاد و هفتمین سیارک کشف شده‌است که در ۷ ژانویه ۲۰۰۰ کشف شد.
قدر مطلق سیارک برابر ۱۱.۷ است.